# Tennessee Volunteers (honkbal)
Het Tennessee Volunteers honkbalteam vertegenwoordigt de University of Tennessee in NCAA Division I college honkbal. Het team speelt in divisie oost van de Southeastern Conference. De Volunteers spelen hun wedstrijden in het Lindsey Nelson Stadium, dat op de campus van de universiteit ligt. Sinds juni 2017 is Tony Vitello de coach van de Volunteers.
Op 24 juni 2024 wonnen de Volunteers voor het eerst het nationale kampioenschap, door de Texas A&M Aggies in drie wedstrijden te verslaan in de finale van de College World Series.

## Geschiedenis
In 1897 speelden de Tennessee Volunteers hun eerste competitieve wedstrijden. In dat seizoen werd er onder andere gespeeld tegen de Vanderbilt Commodores.
In 1932 werden de Volunteers lid van de Southeastern Conference. In 1951 kroonden ze zich voor het eerst toch kampioen van de SEC, en namen de Volunteers voor het eerst deel aan de College World Series. In de finale van de CWS werd verloren van de Oklahoma Sooners. Pas in 1994 werd het kampioenschap in de SEC weer gewonnen. In 1993, 1994 en 1995 wisten de Volunteers ook het SEC Tournament te winnen. Deze successen kwamen onder de leiding van Rod Delmonico, die van 1990 tot 2007 coach was van de Volunteers. Weer volgde een periode zonder prijzen, tot de Volunteers in 2022, onder Tony Vitello, zowel het kampioenschap in de SEC als het SEC Tournament wisten te winnen. In het reguliere seizoen werd 53 keer gewonnen en slechts 7 keer verloren. In de super regional, de laatste ronde voor de College World Series, werd verloren van Notre Dame, waardoor de Volunteers niet mee konden doen om het nationaal kampioenschap. In 2024 wonnen de Volunteers wederom het kampioenschap in de SEC en wonnen ze het SEC Tournament voor de vijfde keer. Na Evansville in drie wedstrijden te verslaan in de super regionals, versloegen de Volunteers achtereenvolgens Florida State, North Carolina en opnieuw Florida State tijdens de College World Series. In de finaleronde werden de Texas A&M Aggies in drie wedstrijden verslagen. Daarmee wonnen de Volunteers het eerste nationale kampioenschap in de geschiedenis. Daarnaast waren de Volunteers het eerste team in 25 jaar dat het nationale kampioenschap won na als eerste geplaatst te zijn, sinds Miami in 1999.

## Stadion
Lindsey Nelson Stadium werd op 23 februari 1993 geopend, en is vernoemd naar Lindsey Nelson, een beroemde Amerikaanse sportcommentator en alumnus van de University of Tennessee. Het stadion heeft, na renovaties in 2010 en 2018, 5.548 zitplaatsen. In 2024 wordt het stadion opnieuw verbouwd, waardoor de capaciteit toe zal nemen tot meer dan 8.000 zitplaatsen.